# Sassá (Fußballspieler)
Luiz Ricardo Alves, genannt Sassá, (* 11. Januar 1994 in Rio de Janeiro) ist ein brasilianischer Fußballspieler. Der Rechtsfüßer wird als rechter Flügelstürmer eingesetzt.

## Karriere
Sassá startete seine Laufbahn in der Jugendmannschaft des Botafogo FR in seiner Heimatstadt Rio de Janeiro. 2012 schaffte er den Sprung in den Profikader. In der Série A bestritt er in der Série A 2012 am 7. Juli sein erstes Profispiel gegen den EC Bahia. In dem Heimspiel wurde er in der 84. Minute für Vítor Júnior eingewechselt. Sein erstes Tor in einem offiziellen Wettbewerb als Profi erzielte Sassá noch in der Saison gegen den Lokalrivalen CR Flamengo. Am 1. Dezember 2012 traf er in der 5. Minute zum 1:0 (Entstand 2:2). 2013 spielte Sassá mit Botafogo in der Staatsmeisterschaft von Rio de Janeiro. Im Spiel gegen den Resende FC wurde er in der 72. Minute für Bruno eingewechselt und erzielte in der 84. das Tor zum 4:2-Entstand. Dieses war sein einziger Treffer in den drei Spielen, die er in diesem Wettbewerb bestreiten durfte und sein Beitrag zum Titelgewinn der Staatsmeisterschaft von Botafogo. Im Rest des Jahres folgten noch gelegentliche Einsätze in der Meisterschaft.
Das Jahr 2014 begann Sassá zunächst wieder mit Botafogo in der Staatsmeisterschaft. Er wurde aber noch im Zuge des laufenden Wettbewerbs an den Oeste FC nach Itápolis ausgeliehen. Mit diesem trat Sassá in drei Spielen in der Staatsmeisterschaft von São Paulo an. Nach Austragung des Wettbewerbs trat er mit Botafogo in der Série A 2014 an. Zur Mitte der Saison wurde er an Náutico Capibaribe nach Recife ausgeliehen. Mit diesem spielte er den Rest der Saison in der Série B. Im Folgejahr spielte Sassá wieder für Botafogo. Nachdem Botafogo die Saison 2014 als Tabellenneunzehnter abgeschlossen hatte, musste man 2015 in der Série B antreten. Am Ende der Saison konnte man als Meister der Série B den Wiederaufstieg feiern. Sassá trug hierzu sieben Tore in 22 Spielen bei.
Am 6. Juni 2017 wurde bekannt, dass Sassá bis 2021 zu Cruzeiro EC nach Belo Horizonte wechselt. Im Gegenzug wurde der Spieler Marcos Vinícius an Botafogo abgegeben. Zum Titelgewinn des Copa do Brasil 2017 durch Cruzeiro konnte Sassá nicht beitragen. Er hatte für Botafogo bereits ein Spiel in dem Wettbewerb bestritten und war daher nicht einsatzberechtigt. Im September 2017 verletzte sich Sassá im Ligaspiel gegen Chapecoense am rechten Knie und wurde im Oktober 2017 operiert. Bis zum Saisonstart 2018 war er noch nicht wieder einsatzfähig. Am 11. März 2018 bestritt Sassá in der Staatsmeisterschaft von Minas Gerais wieder sein erstes Spiel nach der Verletzung. Anfang Juli des Jahres wurde erneut eine Knieverletzung am linken Bein festgestellt, die wieder eine Operation notwendig machte. Es wurde eine Ausfallzeit von drei Monaten prognostiziert. Seinen ersten Einsatz nach dieser Verletzung bestritt Sassá am 16. September 2018. Im Derby gegen Atlético Mineiro wurde er in der 75. Minute für Raniel eingewechselt.
Knapp zwei Wochen später stand Sassá wieder in den Schlagzeilen. Im Halbfinal-Rückspiel im Copa do Brasil 2018 zwischen Cruzeiro und Palmeiras sprach der Schiedsrichter nach dem Abpfiff noch drei rote Karten aus. In der Nachspielzeit der zweiten Halbzeit hatte der Abwehrspieler Cruzeiros Léo den Spieler Felipe Melo kurz vor dem Strafraum von Cruzeiro gefoult. Daraufhin entstand eine Rudelbildung, die der Schiedsrichter auflösen konnte. Nach Abpfiff entstand im Mittelfeld erneut eine Auseinandersetzung der Spieler. In dieser wurde Palmeiras Spieler Mayke gegenüber Sassá und Léo handgreiflich. Mayke und Sassá, der zurückschlug, erhielten die rote Karte. Ebenso der Palmeiras Spieler Diogo, der ebenfalls handgreiflich gegen Lucas Romero wurde. Im Oktober wurde gegenüber Mayke und Diogo eine Sperre von zwei Spielen und Sassá von sechs Spielen durch das Sportgericht STJS ausgesprochen. Am 1. November gab der STJS bekannt, dass die Strafe auf acht Spiele Sperre gegen Sassá erhöht wurde. Für den 35. Spieltag der Meisterschaftsrunde war die Sperre abgelaufen und Sassá konnte am 18. November 2018 im Spiel gegen den FC São Paulo wieder für seinen Klub auflaufen (Einwechselung in der 66. Minute).
Nach dem Abstieg von Cruzeiro in die Série B am Saisonende 2019 wurde Sassá für 2020 an den Coritiba FC ausgeliehen. Die Leihe wurde befristet bis zum Ende der Série A 2020. Bereits nach dem 10. Spieltag Ende September kehrte Sassá zu Cruzeiro zurück. Nach Abschluss der Série B 2020 Ende Januar 2021, wurde Sassá wieder ausgeliehen. Seine Reise ging nach Portugal zu Marítimo Funchal. Die Leihe wurde bis Dezember 2021 befristet. Die Leihe wurde vorzeitig im Oktober beendet. Bei Cruzeiro kam er in der noch laufenden Série B 2021 zu keinen Einsätzen mehr. Zum Jahresende lief sein Vertrag mit Cruzeiro aus.
Anfang April 2022 unterzeichnete der Spieler einen Vertrag bei CS Alagoano und für den Start in die Saison 2023 beim Athletic Club (MG). Der Kontrakt erhielt zunächst eine Laufzeit bis zum Ende der Staatsmeisterschaft von Minas Gerais 2023 im April des Jahres. Im Anschluss wechselte Sassá zum Amazonas FC. Mit dem Klub feierte er im Oktober die Meisterschaft in der Série C, welche zum Aufstieg in die Série B 2024 berechtigte. Er bestritt in der Liga 23 Spiele und erzielte 18 Tore, welches ihn zum Torschützenkönig machte.

## Erfolge
Botafogo
- Taça Guanabara: 2013, 2015
- Taça Rio: 2013
- Staatsmeisterschaft von Rio de Janeiro: 2013
- Série B: 2015

Cruzeiro
- Staatsmeisterschaft von Minas Gerais: 2018, 2019
- Copa do Brasil: 2018

Amazonas
- Série C: 2023

Auszeichnungen
- Torschützenkönig Série C: 2023 (18 Tore)